# Entrinden
Beim Entrinden (auch Schälen oder Berappen; bairisch, österreichisches Deutsch: Schepsen, Schäpsen, Schöpsen) wird von einem Baumstamm die Borke sowie die Saft führende Schicht (Kambium) entfernt. Dies kann entweder manuell mit verschiedenen Werkzeugen oder mit Hilfe motorisierter Geräten durchgeführt werden, je nach Größe und Art des zu bearbeitenden Baums.

## Forstwirtschaft

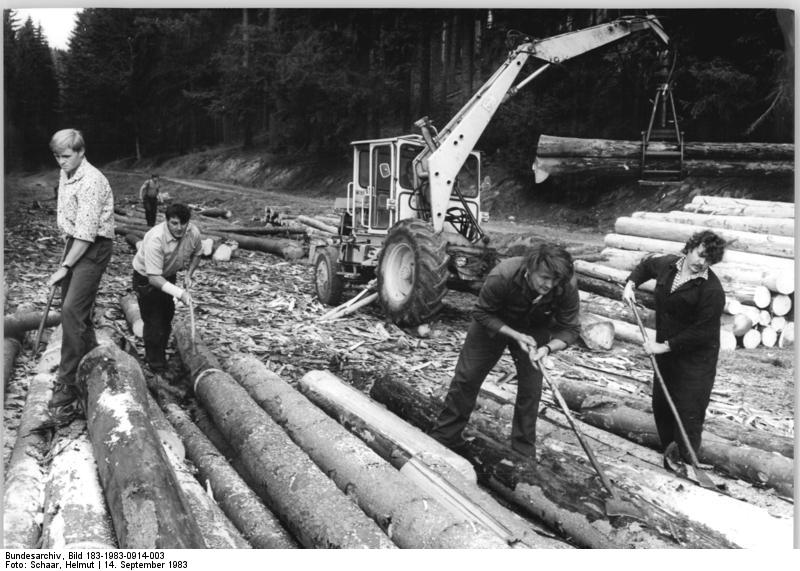
Manuelles Entrinden in der Forstwirtschaft (1983)

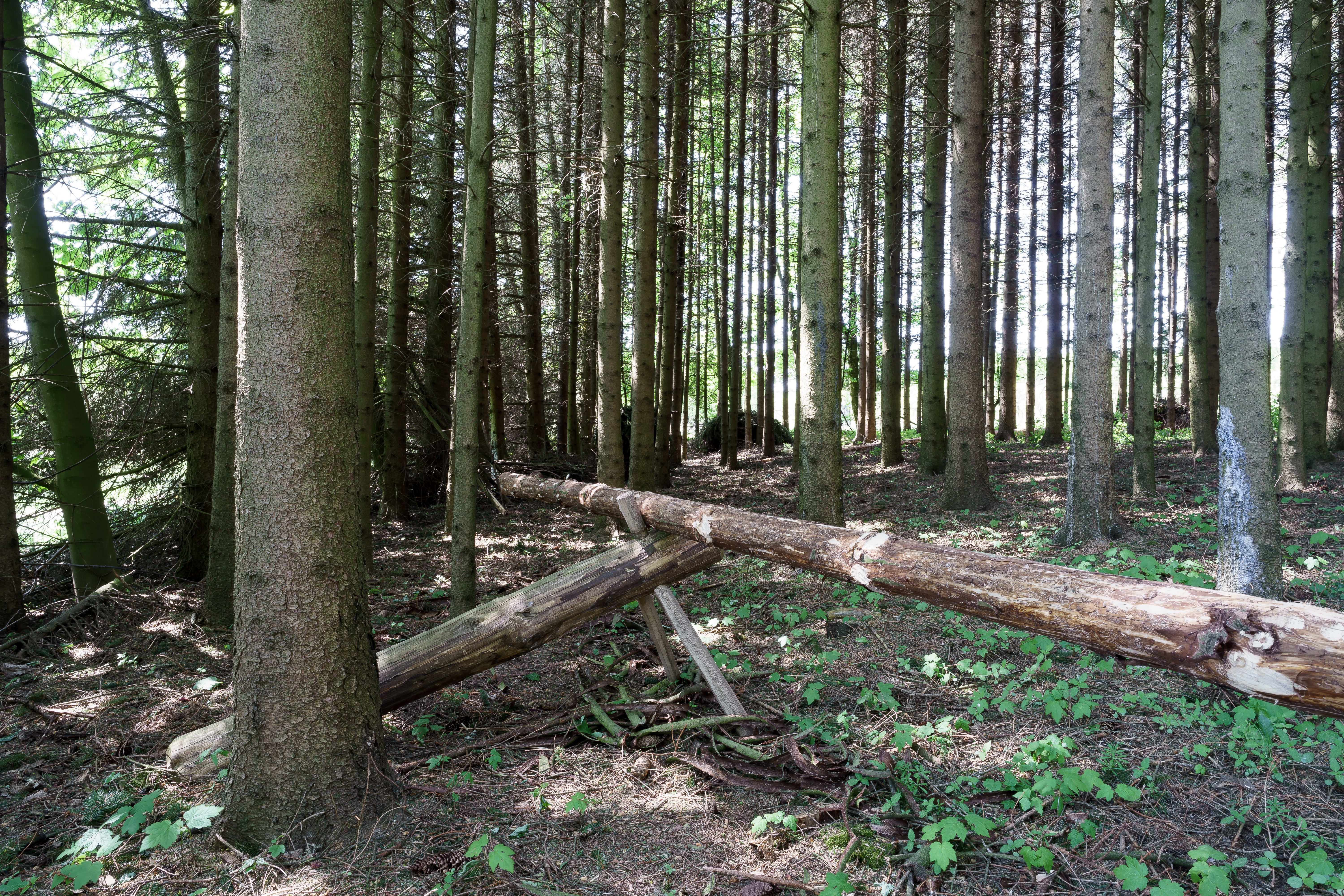
Manuell entrindeter Stamm einer Fichte (2018)

In der Forstwirtschaft wird in der Regel nur Nadelholz entrindet. Eine solche Entrindung im Wald (Waldentrindung) erfolgt häufig, um Schädlingsbefall wie etwa durch verschiedene Borkenkäferarten (zum Beispiel der Buchdrucker) zu vermeiden. Außerdem wird durch die Entrindung die Austrocknung des Holzes beschleunigt, was wiederum dazu führt, dass verschiedene holzbrütende Käferarten oder Holzpilze keinen geeigneten Lebensraum mehr finden und das Holz länger haltbar bleibt.
Im Unterschied zum Fräsen bleibt das Nutzholz beim Entrinden in seiner natürlichen Form erhalten. Dies ist besonders wichtig für Holzarten mit größter Dichte außen unter der Rinde, wie beispielsweise Fichten, da sie dadurch widerstandsfähiger gegen Verwitterung sind und länger halten.
Entrindet wird grundsätzlich im frisch geschlagenen, noch nassen Zustand. Die Entrindung geschieht von Hand mit dem Schäleisen mit eher stumpfen Schneiden, damit das Messer besser zwischen Rinde und Holz gelangt und nicht in das Holz schneidet. Alternativ kann die Entrindung auch motormanuell mit Anbaugeräten für die Motorsäge oder maschinell mit mobilen Entrindungsmaschinen (oft als Entrindungszüge bezeichnet) erfolgen.
Das Patent für maschinelle Entrindung von Erland Andersson aus dem Jahr 1948 in Schweden markiert einen Wendepunkt im Entrindungsprozess von Holz. Durch die Entrindungsmaschine konnte nun auch dieser Arbeitsschritt vom Wald ins Werk verlegt werden und war weniger arbeitsintensiv als die übliche manuelle Entrindung.

## Werkzeuge

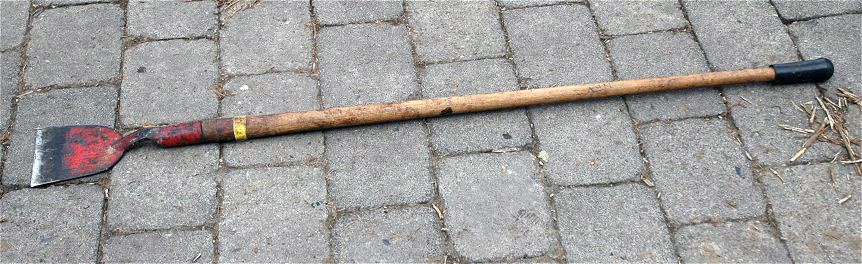
Schäleisen
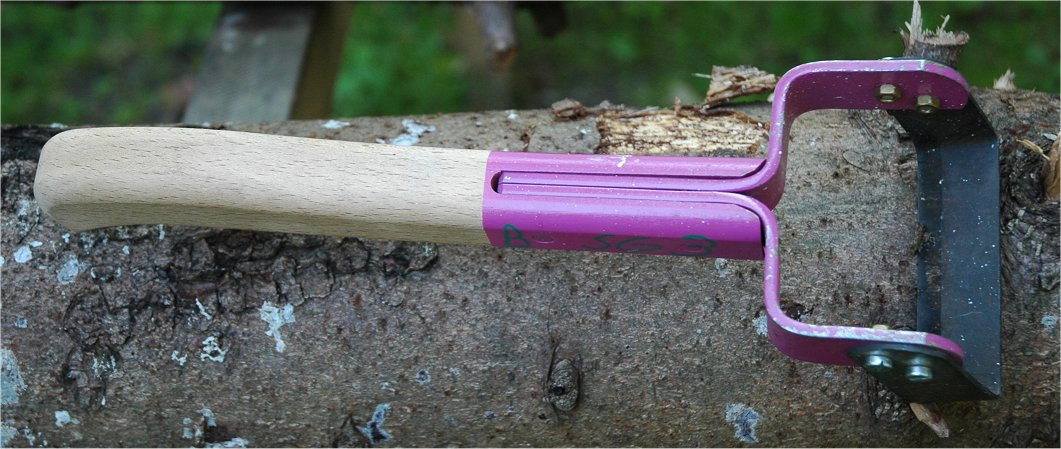
Bügelschaber
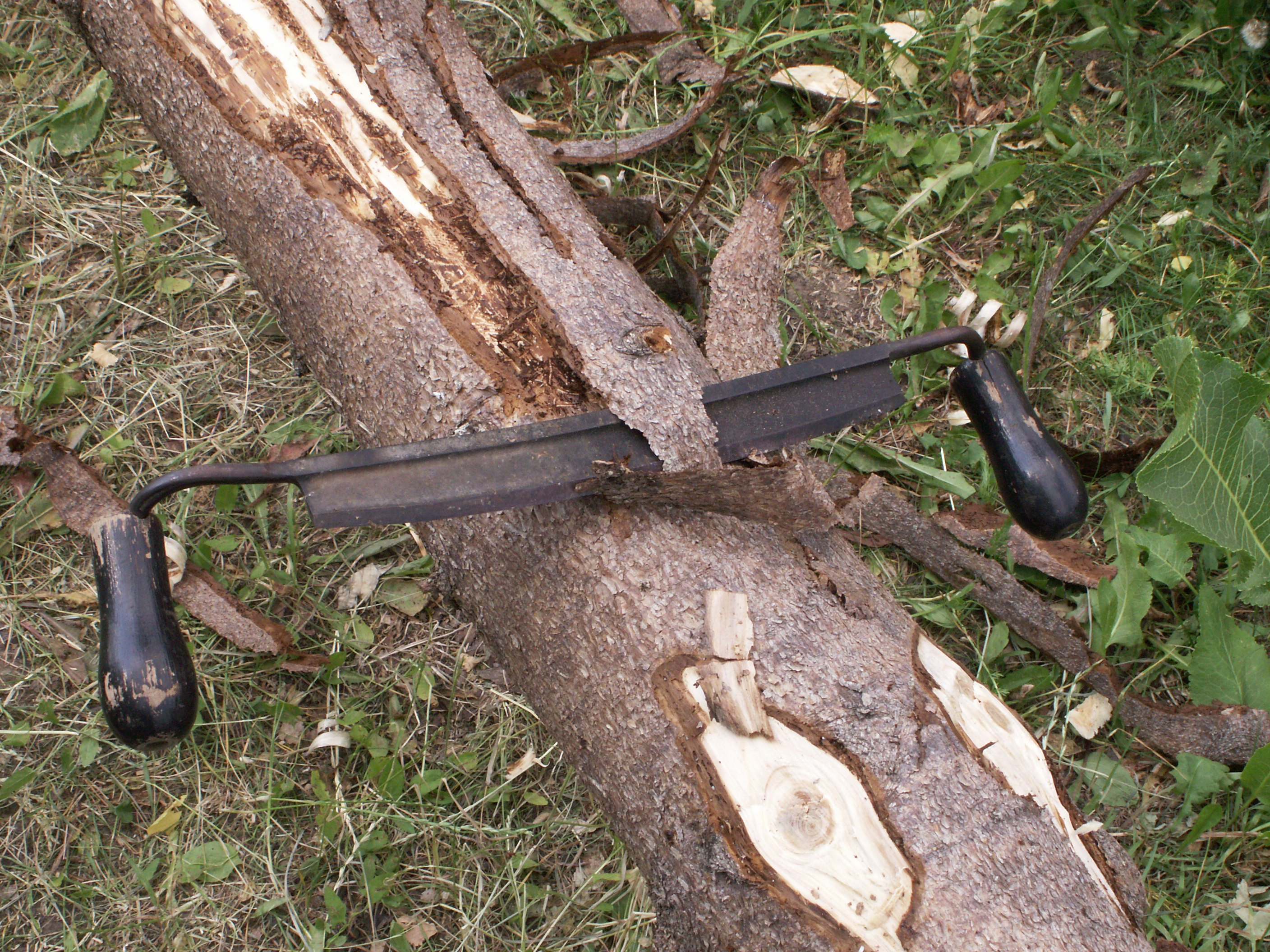
Zugmesser

## Holzindustrie

Maschinelles Entrinden in der Holzindustrie

Meist stört die Borke in der weiterverarbeitenden Industrie die folgenden Produktionsprozesse. Entweder behindert sie bei der weiteren Verarbeitung (Sägeindustrie) oder sie ist nicht verwertbar (z. B. bei der Papierherstellung). Daher besitzen fast alle größeren Werke in der Holzindustrie Entrindungsmaschinen (Werksentrindung), bspw. Trommelentrinder.

## Entrinden bei Bonsais

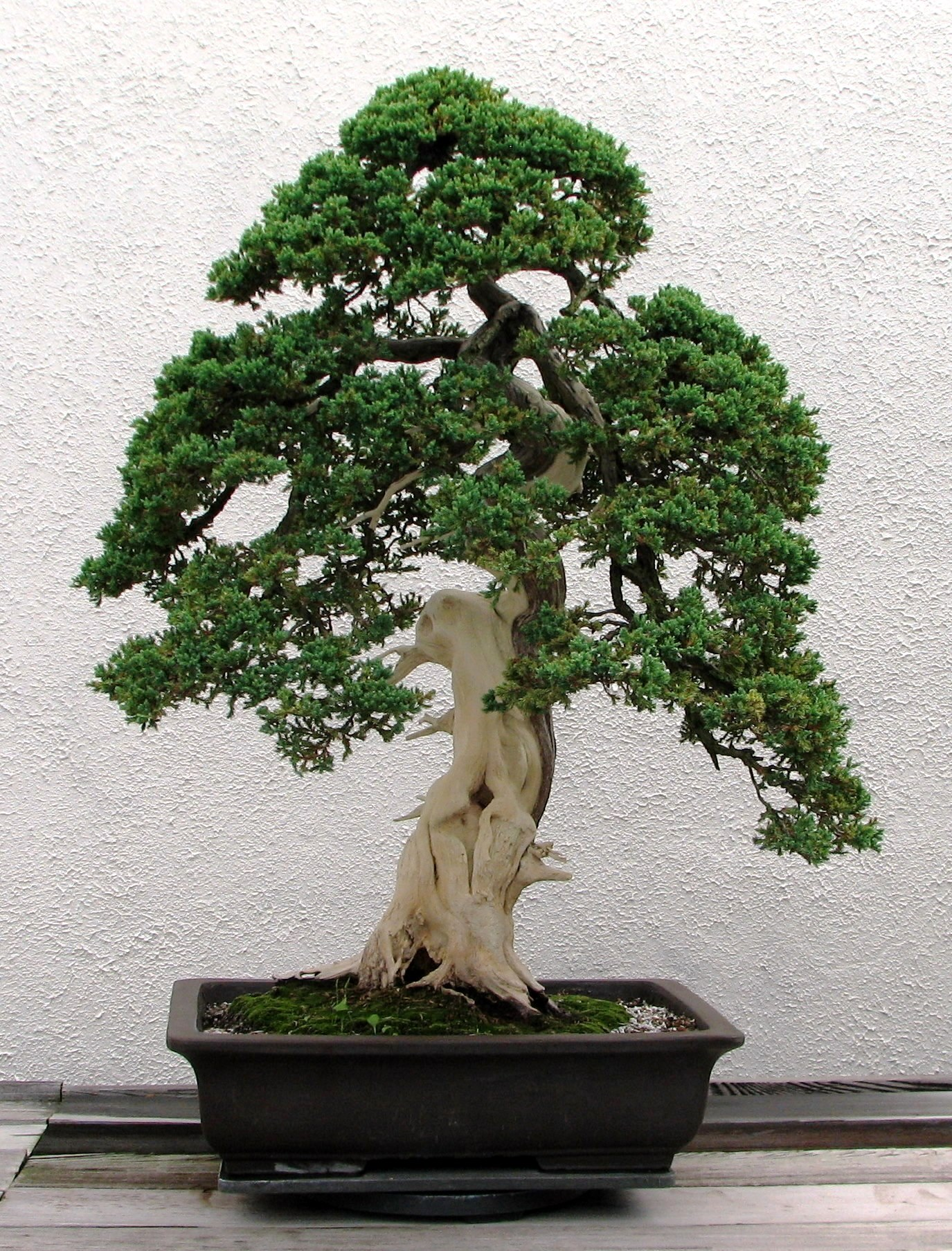
Entrindeter Bonsai (Juniperus procumbens)

Durch das Entfernen der Rinde von Teilen des Baumstamms oder Ästen (in der Fachsprache bekannt als "Shari" für den Stamm und "Jin" für die Aststümpfe) bekommt der Bonsai das Aussehen eines gealterten Baumes. Bei der Gestaltung von Bonsais wird das freigelegte Holz (Kern- oder auch Splintholz) mit einem Bleichmittel auf Schwefelbasis bearbeitet. Es schützt den freien Holzteil vor Pilz- oder Fäulnisbefall. Es darf nie die ganze Rinde entfernt werden, da der Baum sonst abstirbt.
Diese Totholzpartien können nahezu unbegrenzt bearbeitet werden, ob mit Meißel, Fräse oder anderen Werkzeugen, und lassen den Baum sehr alt erscheinen. Auch können dadurch Naturereignisse wie etwa Schneebruch oder Sturmschäden nachgebildet werden, die dem Baum dann eine gewisse Reife oder auch Erfahrung verleihen. Besonders Bäume, deren natürlicher Standort das Mittel- und Hochgebirge ist, werden solchen Eingriffen unterzogen. Beispielsweise Kiefern und andere Nadelbäume, die bis zur natürlichen Baumgrenze vorkommen wären hierbei zu nennen. Für Laubbäume wie etwa elegante Ahorne oder Birken zieht man weniger knorrige Formen vor.